# Guldringen, Göteborg
Guldringen är ett primärområde i stadsområde Sydväst i Göteborgs kommun, och som består av två flerfamiljshusområden och ett mindre verksamhetsområde, belägna söder om Fiskebäcksmotet.
Riksbyggens loftgångshus på Guldringen med plåtfasader tillkom 1965-1968 och ritades av Riksbyggens arkitektkontor. På Beryllgatan finns ett område med prefabricerade betongelementhus, där ballasten har frilagts, som ritades och byggdes av HSB 1969.  

## Nyckeltal

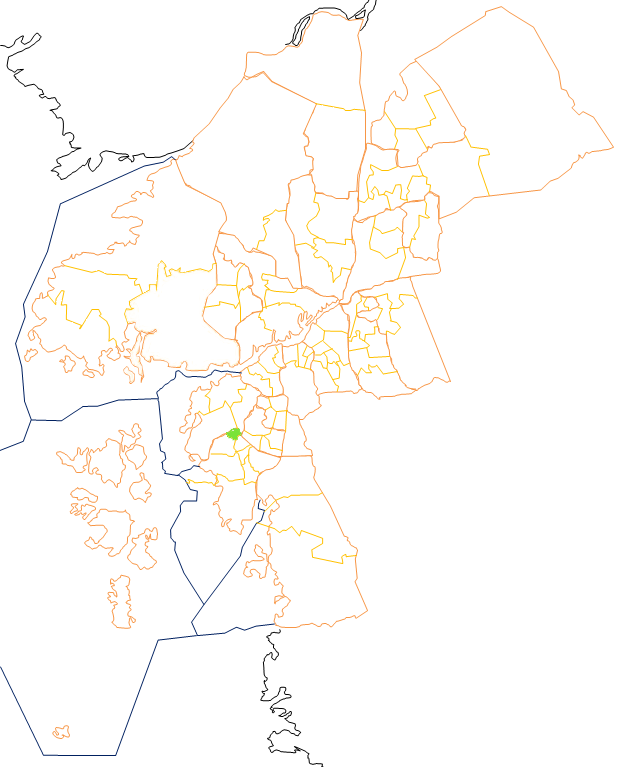
Guldringen

Nyckeltalen redovisar statistik som beskriver Göteborg och dess 96 delområden, primärområden, per den 31 december och kan användas för att jämföra de olika områdena. Nedan redovisas uppgifter för primärområdet och jämförelse görs mot uppgifterna för hela kommunen.
|                                                           | Guldringen | Hela Göteborg |
| --------------------------------------------------------- | ---------- | ------------- |
| Folkmängd                                                 | 2 428      | 587 549       |
| Befolkningsförändring 2020–2021                           | +3         | +4 493        |
| Andel födda i utlandet                                    | 18,8 %     | 28,3 %        |
| Andel utrikes födda eller med två utrikes födda föräldrar | 25,9 %     | 38,1 %        |
| Medelinkomst                                              | 293 100 kr | 332 400 kr    |
| Arbetslöshet                                              | 4,5 %      | 6,6 %         |
| Antal ersatta dagar från F-kassan per person (16-64 år)   | 18,4       | 19,5          |
| Andel med eftergymnasial utbildning (minst 3 år)          | 26,6 %     | 37,9 %        |
| Andel bostäder byggda 1961–1970                           | 85,5 %     |               |
| Andel bostäder i allmännyttan                             | 0,0 %      | 25,9 %        |
| Antal färdigställda bostäder 2021                         | 0          |               |
| Andel bostäder i småhus                                   | 0,0 %      | 18,3 %        |

## Stadsområdes- och stadsdelsnämndstillhörighet
Primärområdet tillhörde fram till årsskiftet 2020/2021 stadsdelsnämndsområdet Västra Göteborg och ingår sedan den 1 januari 2021 i stadsområde Sydväst.